# جائزة نقابة المخرجين الأمريكيين
جائزة نقابة المخرجين الأمريكيين هي جائزة سنوية تقدم بواسطة نقابة المخرجين الأمريكيين انطلقت في سنة 1938. تشمل الجائزة الأفلام الطويلة، الأفلام الوثائقية، برامج الأطفال، المسلسلات الكوميدية، الإعلانات التجارية والمسلسلات الدرامية وغيرها.

## الفائزون
من الفائزين بالجائزة:
- جوزيف مانكيفيتس
- جورج ستيفنز
- جون فورد
- إيليا كازان
- ديفيد لين
- بيلي وايلدر
- روبرت وايز
- ويليام وايلر
- جورج كوكور
- مايك نيكولز
- فرانسيس فورد كوبولا
- جون أفليدسن
- وودي آلن
- ميلوش فورمان
- روبرت ريدفورد
- وارن بيتي
- ريتشارد أتينبورو
- جيمس بروكس
- ستيفن سبيلبرغ
- أوليفر ستون
- كيفين كوستنر
- جوناثان ديم
- كلينت إيستوود
- رون هاوارد
- روبرت زيميكس
- انتوني مانجيلا
- جيمس كاميرون
- سام ميندز
- أنغ لي
- بيتر جاكسون
- روب مارشال
- مارتن سكورسيزي
- الأخوان كوين
- ميشيل هازنافيسيوس
- كاثرين بيغلو
- بن أفليك
- ألفونسو كوارون
- أليخاندرو غونزاليز إيناريتو
- داني بويل
- آل باتشينو
- فرنر هرتزوغ
- مالك بن جلول
- كينج فيدور
- فرانك كابرا
- فرانك بورزيج
- جون هيوستن
- أورسن ويلز
- ستانلي كوبريك
- ريتشارد شيبرد

## الوصلات الخارجية
- الموقع الرسمي